# Bucz Nowy
Bucz Nowy – wieś w Polsce położona w województwie wielkopolskim, w powiecie wolsztyńskim, w gminie Przemęt.
Bucz Nowy jest częścią sołectwa Bucz. W latach 1975–1998 miejscowość administracyjnie należała do województwa leszczyńskiego.

## Położenie
Osada Bucz Nowy położona jest w południowo-wschodnim pasie wysoczyznowym, na skraju dwóch dużych rejonów: Wysoczyzny Leszczyńskiej i Pradoliny Warszawsko-Berlińskiej. Administracyjnie należy do Gminy Przemęt w powiecie wolsztyńskim, Województwo wielkopolskie. Gmina Przemęt zlokalizowana jest na granicy Pojezierza Lubuskiego i Pojezierza Wielkopolskiego.

## Środowisko przyrodnicze
Ukształtowanie terenu jest wynikiem ostatniego zlodowacenia. Podczas wycofywania się, lodowiec pozostawił naniesione duże masy materiału, są to przede wszystkim piaski i żwiry. Spowodowało to powstanie moreny dennej i czołowej, w postaci drobnych pagórków.

### Świat roślinny i zwierzęcy
Bucz Nowy leży blisko granicy Przemęckiego Parku Krajobrazowego. Bucz Nowy nie posiada bogatych złóż surowców mineralnych, na uwagę zasługują jednak kopaliny piasku i żwiru. W okolicach występuje fauna łowna: sarny, jelenie, dziki, zające, bażanty, kuropatwy, lisy. 